# José María Basanta
José María Basanta Pavone (født 3. april 1984) er en argentinsk fodboldspiller, der spiller for Monterrey som forsvarsspiller. Han har tidligere repræsenteret blandt andet Estudiantes i sit hjemland samt den italienske Serie A-klub Fiorentina.

## Landshold
Basanta har (per marts 2018) spillet 12 kampe for det argentinske landshold, som han blandt andet repræsenterede ved VM i 2014 i Brasilien.